# Northwestern Egyetem
A Northwestern Egyetem nonprofit magán-oktatási intézmény és kutatóintézet az USA-ban, melyet 1851-ben alapítottak.

## Tagság
Az egyetem az alábbi szervezeteknek a tagja:
- Consortium of Social Science Associations
- Shibboleth Konzorcium
- arXiv
- ORCID
- Association of American Universities
- Amerikai Főiskolák és Egyetemek Szövetsége
- Amerikai Oktatási Tanács
- Higher Education Leadership Initiative for Open Scholarship
- Könyvtári Egyesületek és Szervezetek Nemzetközi Szövetsége
- Információhálózati Koalíció
- Kutatókönyvtárak Központja
- Scholarly Publishing and Academic Resources Coalition
- National Digital Stewardship Alliance
- Council on Governmental Relations

## Leányszervezetek
Az egyetem alá az alábbi szervezetek tartoznak:
- Feinberg School of Medicine
- Northwestern Institute on Complex Systems
- Kellogg School of Management
- Northwestern University School of Continuing Studies
- Northwestern University School of Communication
- Bienen School of Music
- Robert R. McCormick School of Engineering and Applied Science
- Northwestern University Graduate School
- Northwestern University School of Education and Social Policy
- Medill School of Journalism
- Weinberg College of Arts and Sciences
- Northwestern University in Qatar
- International Institute for Nanotechnology
- Northwestern University Library Building Committee
- Northwestern University Library Planning Committee

## Ingatlanok és szervezetek
Az egyetem alá az alábbi ingatlanoknak és szervezeteknek a tulajdonosa:
- Ryan Field
- Northwestern University Press
- Norris University Center
- Northwestern Field
- Old College
- Patten Gymnasium
- Rocky Miller Park
- University Hall
- WNUR-FM
- Welsh–Ryan Arena
- Patrick G. and Shirley W. Ryan Center for the Musical Arts